# Завичајни музеј Коцељева
Завичајни музеј Коцељева је настао 1962. године, а за посетиоце је први пут отворен 1971. године. Музеј је смештен у некадашњој згради општине и школе из 1871. године. Музеј постоји и ради у саставу Библиотеке „Јанко Веселиновић” у Коцељеви. Током свог рада, Музеј је приредио и штампао већи број публикација са тематиком из прошлости Тамнавског краја, али и прикупља, чува и излаже неколико хиљада вредних експоната са територије општине Коцељева.